# عصمت آباد (مقاطعة فهرج)
عصمت‌آباد (بالفارسية: عصمت‌آباد) هي قرية تقع في البلدة المركزية في إيران. يقدر عدد سكانها بـ 104 نسمة بحسب إحصاء 2016.